# Aleksandr Łakijer

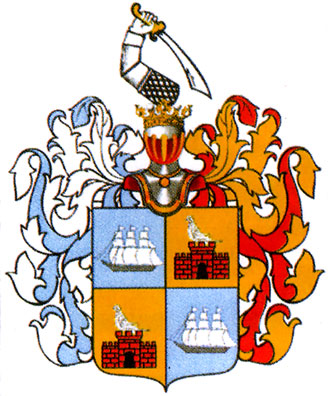
Herb rodziny Łakijer.

Aleksandr Borisowicz Łakijer (ros. Александр Борисович Лакиер) (1825-1870) – rosyjski historyk pochodzenia niemieckiego, interesujący się heraldyką.

## Życiorys
Aleksandr Łakijer urodził się w Taganrogu w 1825. Jego ojciec, Boris Łakijer, był doktorem, który wystawił akt zgonu cesarza Aleksandra I zmarłego w Taganrogu w 1825.
Łakijer ukończył studia na Wydziale Prawa na Uniwersytecie w Moskwie i obronił swoją pracę O Domenach i Posiadłościach (O wotczinach i pomiestiach) opublikowaną w Petersburgu w 1848. W latach 1856–1858, Łakijer podróżował po Europie, Palestynie i Stanach Zjednoczonych. Prowadził dziennik podróży, którego fragmenty opublikowały pisma Sowriemiennik (1858), Russkij Wiestnik (1858) i zamieszczono je w książce Podróż przez Stany Ameryki Północnej, Kanadę i Kubę, opublikowaną w Petersburgu w 1859. W roku 1858, Aleksandr Łakijer rozpoczął pracę w Ministerstwie Spraw Wewnętrznych, gdzie pracował jako statystyk i edytor w komisji do sprawy uwłaszczenia chłopów. W roku 1860 wrócił do Taganrogu, gdzie pracował jako prawnik.
Aleksandr Łakijer opublikował Historię tytułów rosyjskich władców (1847), O służbie w Rosji przed czasami Piotra Wielkiego (Sankt Petersburg, 1850), Przegląd stosunków rosyjsko-angielskich w XVI i XVII wieku (1854) i inne. Jego najsłynniejszą pracą była Heraldyka rosyjska (Sankt Petersburg, 1855). Praca ta jest nadal cennym źródłem, w którym Łakijer spróbował zanalizować i objaśnić herby rosyjskich książąt i szlachty. Książka traktowała też o historii rosyjskich znaczków pocztowych – tematyka unikalna aż do XX wieku.